# Rue Eugène Smits
Pour les articles homonymes, voir Eugène et Smits.
La rue Eugène Smits (en néerlandais : Eugène Smitsstraat) est une rue bruxelloise de la commune de Schaerbeek qui va de l'avenue Rogier à la rue Monrose en passant par l'avenue Dailly. Il s'agit d'une rue à sens unique, accessible uniquement en direction de l'avenue Rogier.
La rue porte le nom du peintre belge Eugène Smits, né à Anvers en 1826 et décédé à Schaerbeek en 1912.

## Adresse notable
- no 23 : Les Amis de l'Homme